# Swiss Southeast Railway

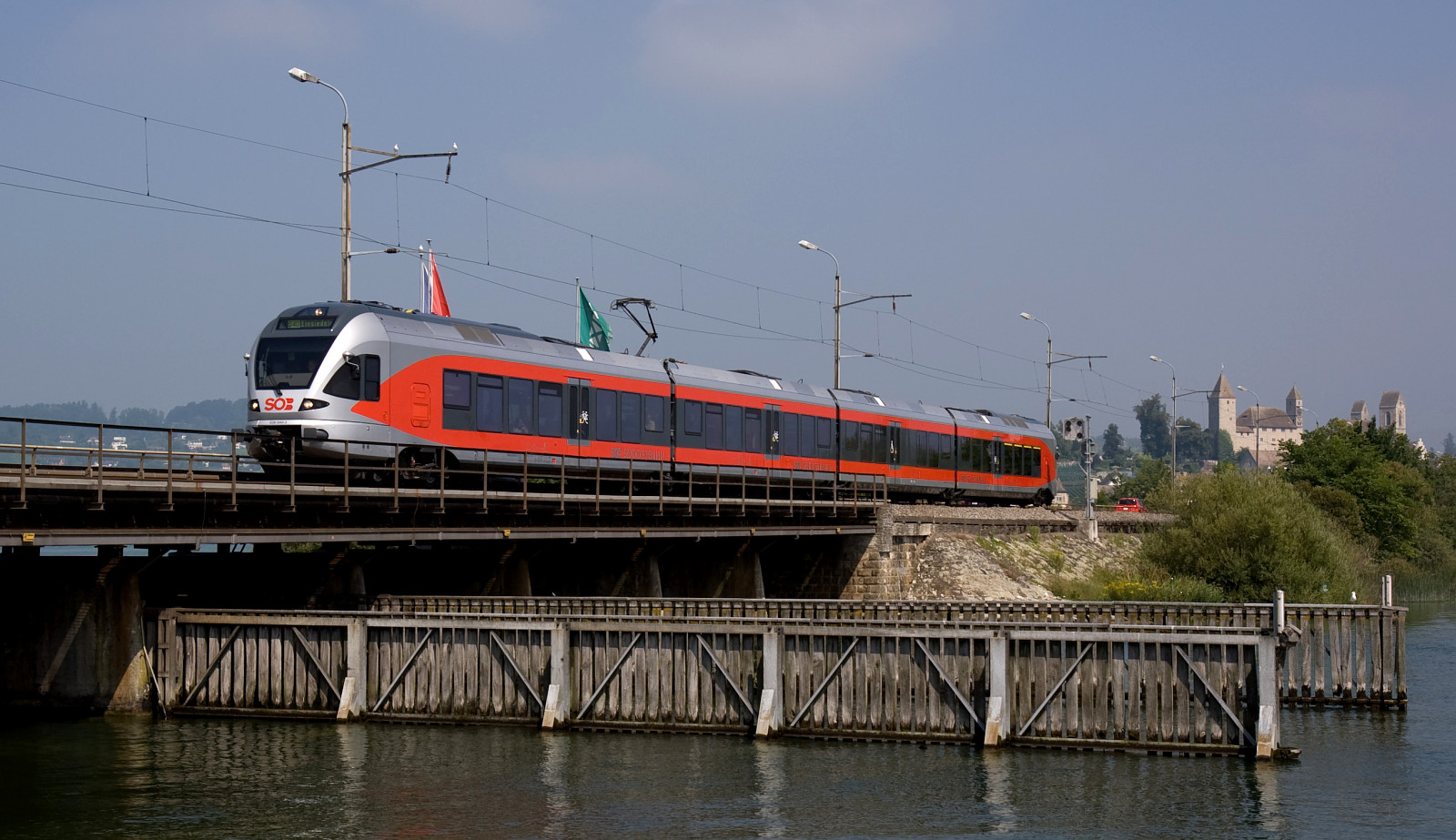
Stadler FLIRT en Seedamm

El Ferrocarril Suizo del Sudeste (en alemán Schweizerische Südostbahn y abreviadamente SOB) es una compañía ferroviaria de ancho estándar en el centro y este de Suiza con sede en St. Gallen. Fue creado en 2001 a partir de la fusión del antiguo Ferrocarril Suizo del Sudeste y el Ferrocarril Bodensee-Toggenburg. En 2006, la parte superior de la antigua Toggenburgerbahn se añadió como parte de un ajuste de red con SBB, a cambio, SOB renunció a sus acciones en las estaciones conjuntas. Hoy el SOB mantiene una red de rutas de 123 km de longitud. Las pendientes de hasta el 50 por mil son características de la red sur SOB.
- Datos: Q676639
- Multimedia: Südostbahn / Q676639